# The Pineapple Thief
The Pineapple Thief – angielska grupa muzyczna grająca indie rock i rock neoprogresywny. Powstała w 1999 w Yeovil w hrabstwie Somerset w Anglii.
Nazwa Pineapple Thief pierwotnie firmowała solowe wizje muzyczne Bruce’a Soorda. W 1999 ukazał się debiutancki album Abducting the Unicorn, a w 2001 kolejny – 137. W odpowiedzi na pozytywne reakcje odbiorców Soord postanowił na stałe powiększyć skład i rozszerzyć działalność koncertową. Wiosną 2002 do Pineapple Thief dołączyli Jon Sykes (gitara basowa), Wayne Higgins (gitary), Matt O’Leary (instrumenty klawiszowe) i Keith Harrison (perkusja). O'Leary'ego zastąpił później Steve Kitch, zaś Higgins opuścił zespół. Grupa od początku współpracowała z wytwórnią Cyclops Records, zaś pod koniec 2007 podpisała kontrakt z KScope.

## Członkowie
Obecny skład:
- Bruce Soord – wokal, gitara elektryczna (od 1999)
- Jon Sykes – gitara basowa (od 2002)
- Steve Kitch – instrumenty klawiszowe (od 2005)
- Gavin Harrison – perkusja (od 2017), perkusista sesyjny (2016–2017)

Byli członkowie:
- Keith Harrison – perkusja (2002–2013)
- Wayne Higgins – gitara elektryczna (2002–2008)
- Matt O'Leary – instrumenty klawiszowe (2002–2005)
- Dan Osborne – perkusja (2013–2016)

## Dyskografia studyjna
- Abducting the Unicorn (1999)
- 137 (2001)
- Variations on a Dream (2003)
- 10 Stories Down (2005)
- Little Man (2006)
- What We Have Sown (2007)
- Tightly Unwound (2008)
- Someone Here Is Missing (2010)
- All the Wars (2012)
- Magnolia (2014)
- Your Wilderness (2016)
- Dissolution (2018)
- Versions of the Truth (2020)
- Give It Back (2022)
- It Leads To This (2024)